# Sven Bergström
Sven Per Anders Bergström Trolin, född 9 november 1951 i Forsa församling, är en tidigare svensk politiker (centerpartist).
Under perioden 1997–2010 var han ordinarie riksdagsledamot och 1998–2002 vice ordförande i trafikutskottet. Som ersättare var han i olika perioder verksam i finansutskottet, konstitutionsutskottet och kulturutskottet. 
I Lissabonfördragsomröstningen i riksdagen den 20 november 2008 var Bergström den ende ledamoten att gå emot partilinjen och rösta emot fördraget.
Innan uppdraget i Riksdagen var han kommunalråd i Hudiksvall 1991–1994.